# HHHR 타워
HHHR 타워(HHHR Tower) 또는 블루 타워(Blue Tower)는 아랍에미리트 두바이에 위치한 초고층 주거용 건물이다. 두바이에서 2번째, 세계에서 4번째로 높은 주거용 건물이다.

## 갤러리

사진
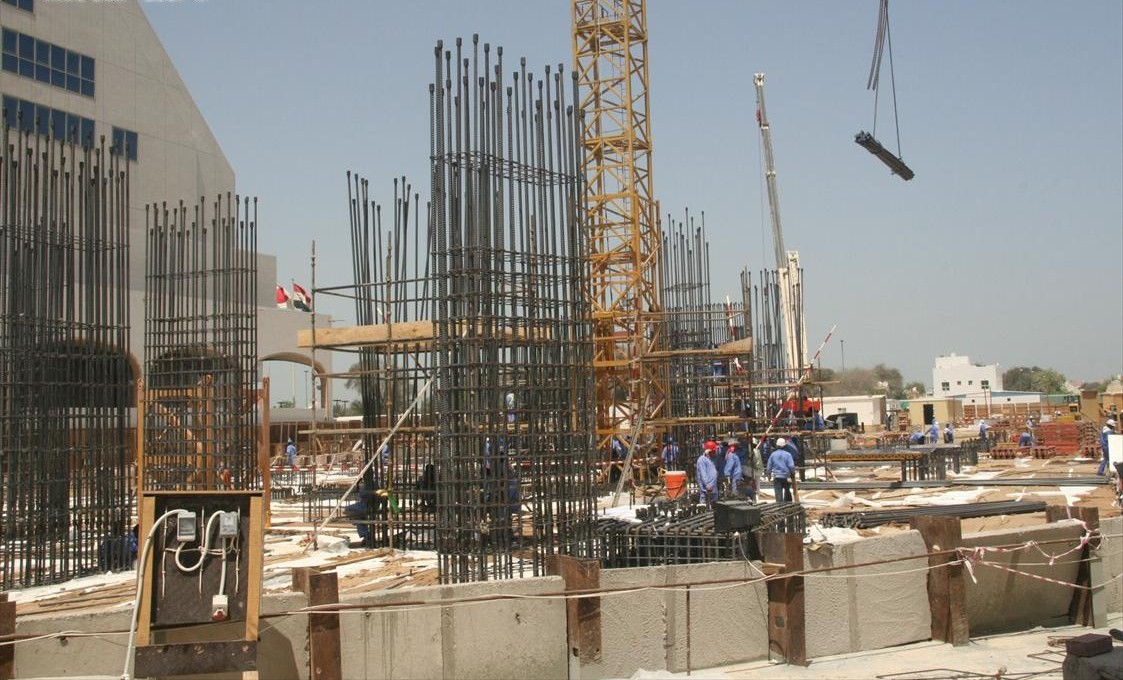
2007년 5월 4일
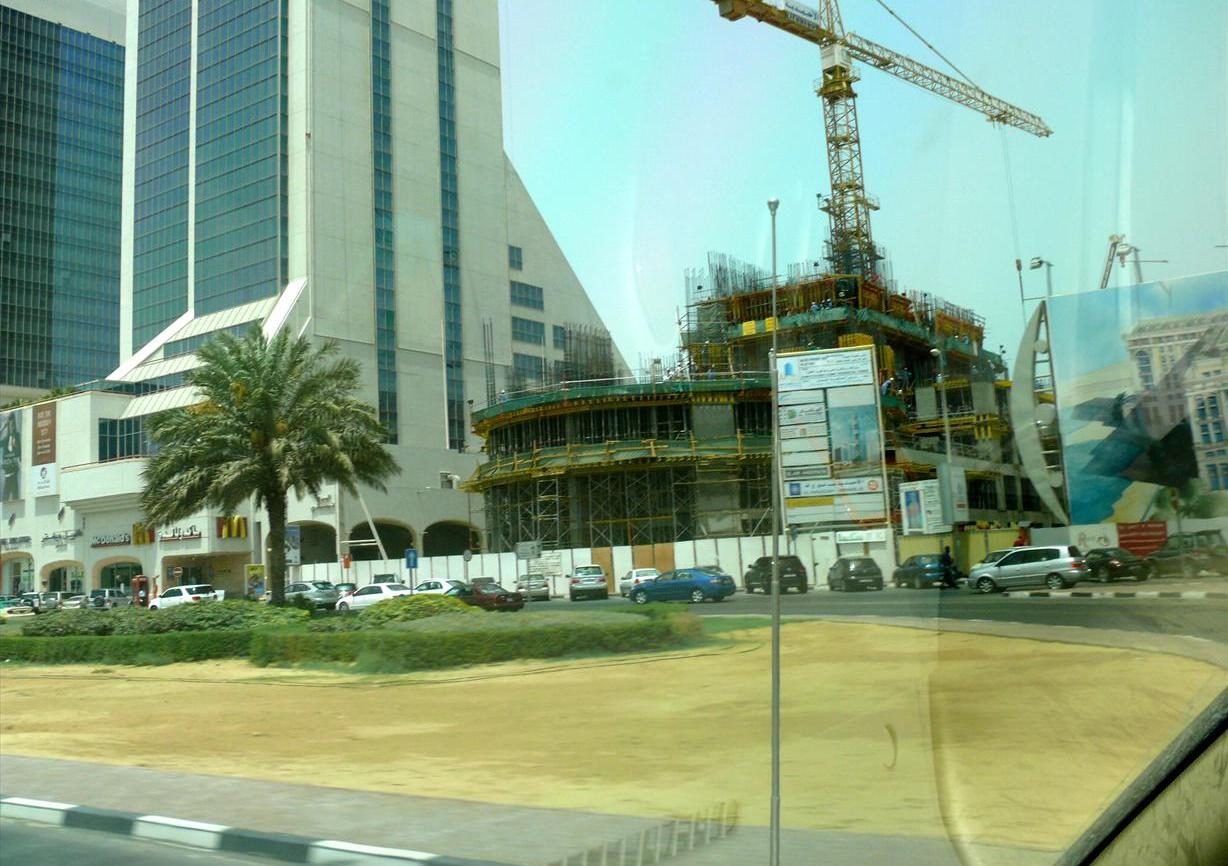
2007년 7월 25일
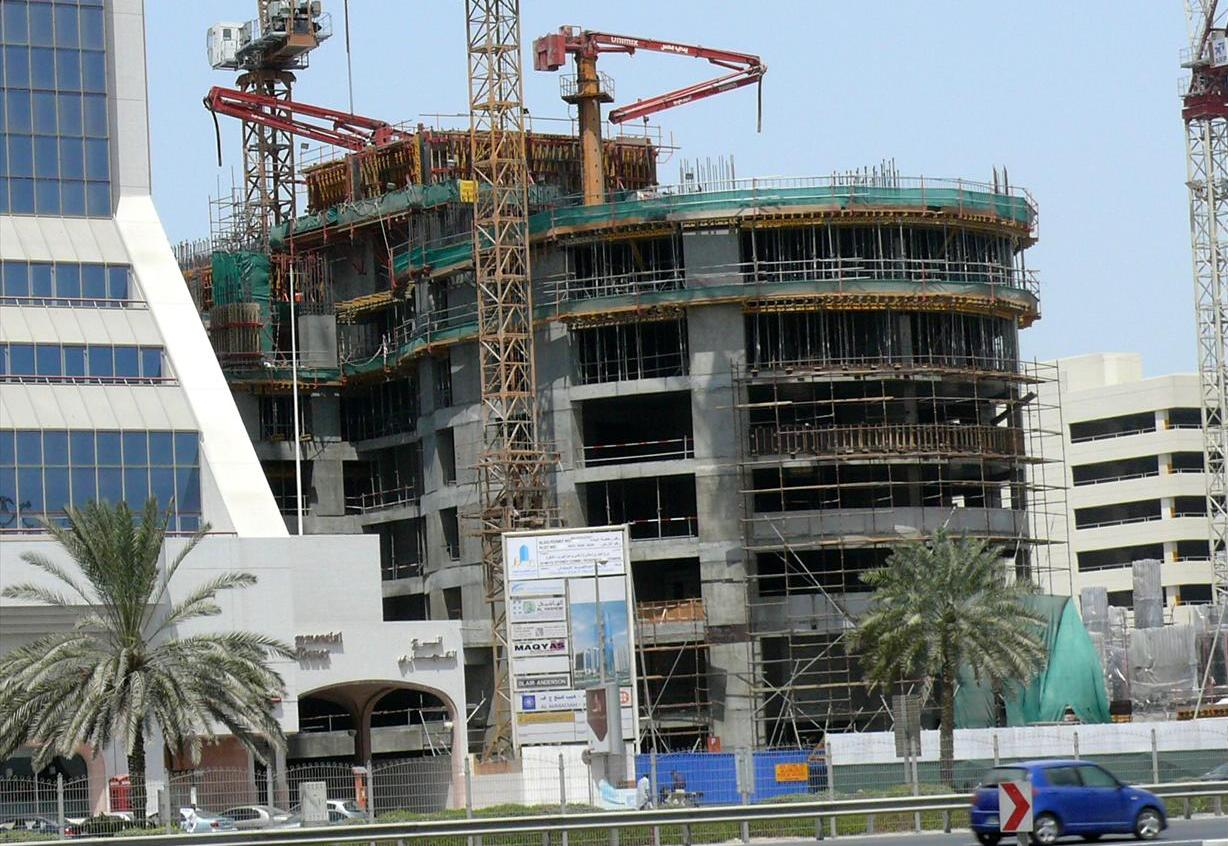
2007년 9월 14일
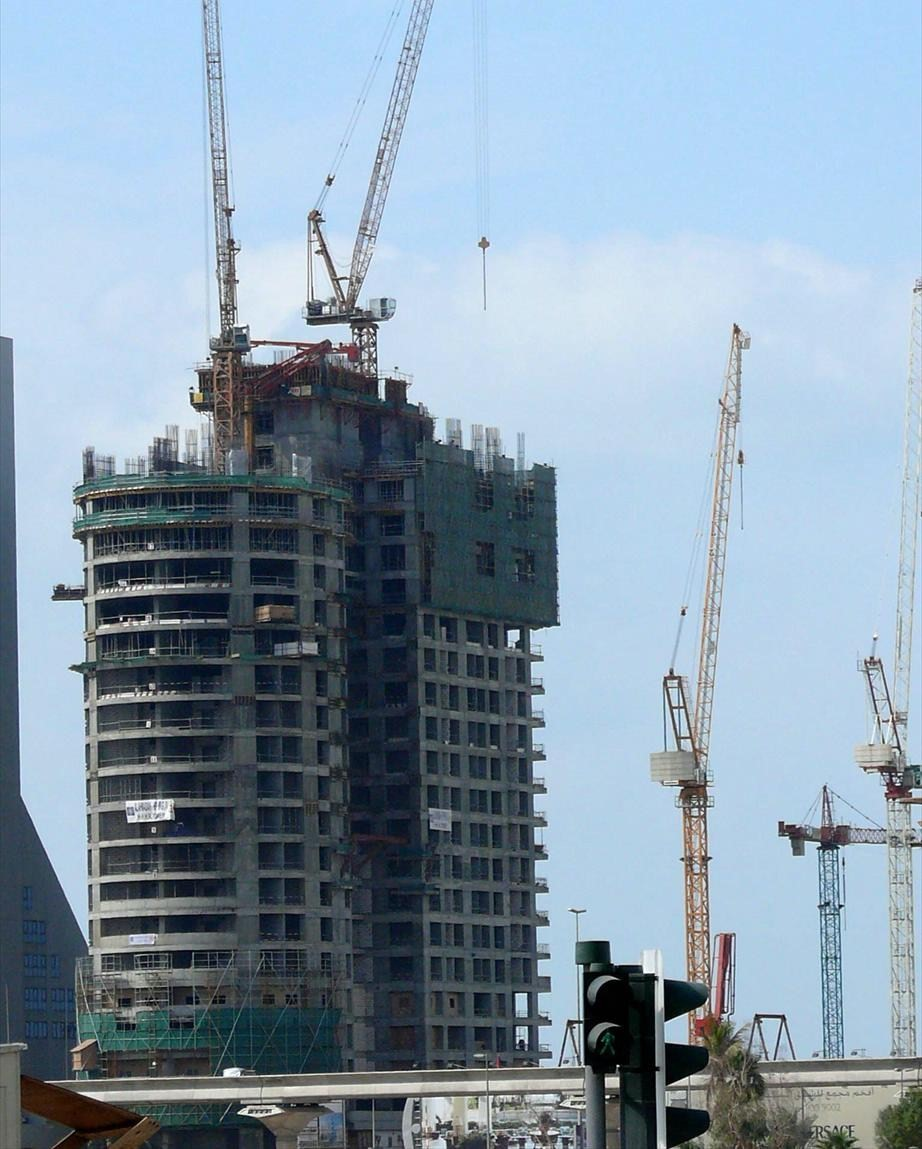
2008년 1월 25일
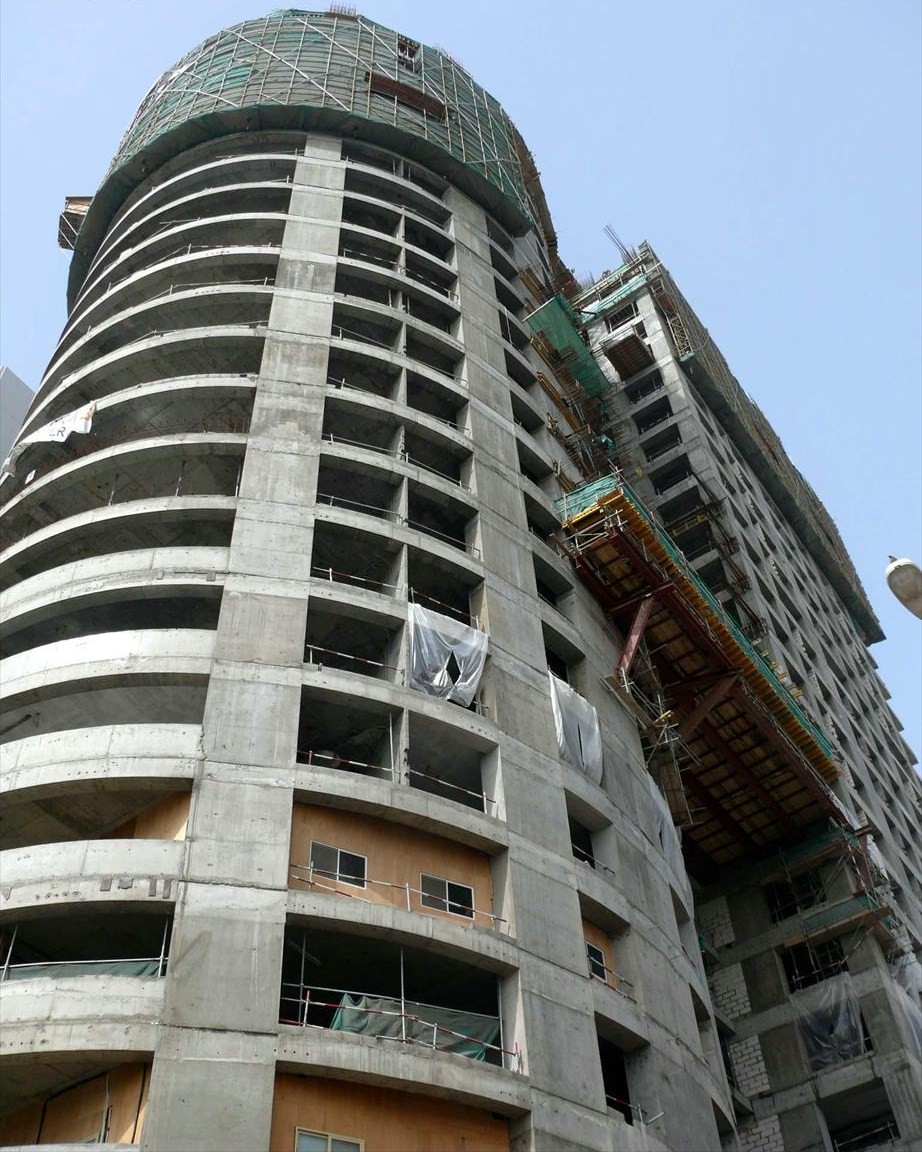
2008년 3월 7일

## 같이 보기
- 두바이의 마천루 목록
- 아랍에미리트의 마천루 목록
- 초고층 주거용 건축물 목록
- 아흐메드 압둘 라힘 알 아타르 타워